# Restauración
Restauración é a terceira maior cidade da província de Dajabón, na República Dominicana. Está localizada na parte noroeste da ilha, na região de Cibao.
Sua população estimada em 2012 era de 1 873 habitantes.